# 童神
童神（わらびがみ）是沖繩女歌手古謝美佐子的一首歌，為搖籃曲。作詞為古謝美佐子，作曲為佐原一哉。1997年創作。此曲為古謝美佐子的代表曲。此後，為琉球人歌手夏川里美、島袋寬子翻唱，並被許多沖繩縣出身歌手翻唱過。

## 夏川里美單曲
夏川里美於2003年9月26日在勝利娛樂發行了單曲「童神〜ヤマトグチ〜」。
此單曲在第45回日本唱片大獎上得獎。

## 島袋寬子單曲
島袋寬子於2013年7月17日在SONIC GROOVE發行了單曲「童神」。這是她發行的第15首單曲。

## 其他主要翻唱單曲
- 花*花 - 收錄於迷你專輯《童神》（2002年）。
- 山本潤子 - 單曲「童神〜天の子守唄」（2002年、NHK《大家的歌（日语：みんなのうた）》）
- 王心凌 - 華語歌詞。曲名「飛吧」，收錄於專輯《Honey》（2005年）
- 城南海 - 單曲「童神 〜私の宝物〜」（2010年、NHKドラマ10《八日目の蝉》主題歌）
- RYOEI - 收錄於專輯《てぃんがーら》（2011年）。
- 上間綾乃 - 收錄於專輯《はじめての海》（2014年）。
- EXILE ATSUSHI - 收錄於專輯《TRADITIONAL BEST》（2019）